# Indiegogo
Indiegogo ist eine internationale Crowdfunding-Website, die 2008 von Danae Ringelmann, Slava Rubin und Eric Schell gegründet wurde. Die Website wird von San Francisco, Kalifornien aus betrieben.

## Geschichte
Im Jahr 2002 war Danae Ringelmann, die zu der Zeit als Analystin an der Wall Street arbeitete, Koproduzentin der Lesung eines Stücks von Arthur Miller. Obwohl die Aufführung beim Publikum gut ankam, brachte sie finanziell nur sehr wenig ein, und Ringelmann suchte nach anderen Einnahmemöglichkeiten. Ursprünglich plante Ringelmann eine Zusammenarbeit mit unabhängigen Filmemachern und Theaterproduzenten, nachdem ein Filmemacher sie bei JPMorgan sah und sie bat, seinen Film zu finanzieren. 2006 ging Ringelmann an die Haas School of Business, um ein Unternehmen zu gründen, das das Fundraising demokratisieren sollte. Dort traf sie Eric Schell und Slava Rubin, die ähnliche Erfahrungen im Fundraising gemacht hatten. Schell hatte für The House Theater Company in Chicago gearbeitet, während Rubin Wohltätigkeitsveranstaltungen zu Gunsten der Krebsforschung veranstaltete, nachdem sein Vater an Krebs gestorben war, als er noch ein Kind war.
Ringelmann, Schell und Rubin entwickelten ihr Konzept 2007 unter dem Namen Project Keiyaku. Die Website wurde im Januar 2008 als Indiegogo anlässlich des Sundance Film Festival gestartet. Der Schwerpunkt lag auf Filmfinanzierung. Im Juni 2010 ging Indiegogo eine Partnerschaft mit MTV New Media ein. Im September 2011 startete das Unternehmen eine Finanzierungskampagne über 1,5 Millionen Dollar mit Hilfe von Metamorphic Ventures, ff Venture Capital, MHS Capital und dem Mitbegründer von Zynga, Steve Schoettler. Im Februar 2012 ging die von Präsident Barack Obama initiierte Kampagne Startup America eine Partnerschaft mit Indiegogo ein, um Interessenten aus den USA Zugang zum Crowdfunding zu ermöglichen.
Im Juni 2012 startete Indiegogo eine „Serie-A-Runde“ mit Hilfe von Insight Ventures, Khosla Ventures und Zynga-Mitbegründer Steve Schoettler mit einem Volumen von 15 Millionen Dollar.
Im April 2014 eröffnet Indiegogo ein Büro in Berlin.

## Crowdfunding
In einem Interview mit Film Threat sagte Rubin, dass die Website jedermann die Möglichkeit geben soll, für jede Idee Geld zu sammeln. Die Website ist so aufgebaut, dass Benutzer eine Seite für ihre Kampagne und einen PayPal-Account dazu erstellen, eine Liste von „Perks“ für verschieden hohe Spendenbeträge anlegen und einen auf Social Media beruhenden öffentlichen Zugang einrichten. Die Benutzer machen ihre Projekte über Facebook, Twitter und ähnliche Plattformen bekannt. Bei erfolgreichen Kampagnen erhält Indiegogo 4 % Gebühr. Scheitert eine Kampagne, so kann der Benutzer wählen, ob er das Geld den Spendern gebührenfrei zurückgibt oder ob er es trotzdem behält, in diesem Fall erhält Indiegogo eine Gebühr von 9 %. Anders als ähnliche Seiten wie Kickstarter zahlt Indiegogo das Geld sofort nach Eingang der Gelder auf dem PayPal-Account des Benutzers aus. Außerdem akzeptiert Indiegogo Kreditkartenzahlungen über ihr eigenes Portal. Diese Gelder werden zwei Wochen nach Ende einer Kampagne ausgezahlt. Laut The Wall Street Journal wurden bis Oktober 2011 mehr als 45.000 Kampagnen gestartet, die monatlich Millionen Dollar erzielten. Indiegogo wird auch von bereits bestehenden Projekten genutzt, um Aufmerksamkeit zu erzeugen oder neue Geldgeber zu finden.
Beispiele für Indiegogo-Kampagnen sind „Lets Give Karen – The bus monitor – H Klein A Vacation!“ (Urlaub für eine Schulbus-Aufsicht) mit einem Ergebnis von 703.833 Dollar, „Stick-N-Find“ (Bluetooth-Mini-Peilsender) mit einem Ergebnis von 931.870 Dollar, „Bug-A-Salt“ („Waffe“ zur Insektenjagd) mit einem Ergebnis von 577.636 Dollar und „Let's Build a Goddamn Tesla Museum“ (Nikola-Tesla-Museum) mit einem Ergebnis von 1,3 Millionen Dollar.
Am 24. Juli 2013 startete Canonical Ltd. eine Crowdfunding-Kampagne bei Indiegogo, um 32 Millionen Dollar für die Entwicklung des Ubuntu Edge zu sammeln, ein Smartphone mit einem Ubuntu-Betriebssystem. Dies ist das bislang höchste Ziel, das für eine Crowdfunding-Kampagne gesetzt wurde. Mit einem Ergebnis von rund 12 Millionen Dollar wurde das selbstgesteckte Ziel verfehlt.
Nach einem Bericht der Zeitschrift The New York Observer aus dem Jahr 2014 trifft Indiegogo nur unzureichende Vorkehrungen gegen betrügerische Kampagnen (Scam). Als Beispiel wurde die Crowdfunding-Kampagne für die Entwicklung einer neuartigen Smartwatch genannt, deren Initiator das gesammelte Geld lieber für den Kauf eines privaten Ferraris statt für die Entwicklung der Uhr ausgegeben hatte. Nach anhaltender Kritik kündigte das Unternehmen im Herbst 2021 an, Vorabprüfungen zu installieren, welche die Geldgeber („Backer“) vor nicht durchführbaren oder betrügerischen Kampagnen schützen sollen.

## Belege
1. 1 2 3  Danae Ringelmann: Leveling the Funding Playing Field, One Dollar at a Time. TED Conferences, 2011, abgerufen am 13. August 2013 (englisch, Online-Video eines Vortrages auf der TEDxDubai 2011).
2. 1 2 3  Danielle Sacks: Danae Ringelmann, cofounder of IndieGoGo. Fast Company, 3. März 2010, abgerufen am 13. August 2013 (englisch).
3. 1 2  Danae Ringelmann, MBA 08. In: CalBusiness. Haas School of Business at the University of California, Berkeley, 2009, archiviert vom Original (nicht mehr online verfügbar) am 24. Dezember 2011; abgerufen am 13. August 2013 (englisch).  Info: Der Archivlink wurde automatisch eingesetzt und noch nicht geprüft. Bitte prüfe Original- und Archivlink gemäß Anleitung und entferne dann diesen Hinweis.
4. ↑  Eric Schell Profile. CrunchBase, abgerufen am 13. August 2013 (englisch).
5. ↑  Can You Spare a Quarter? Crowdfunding Sites Turn Fans into Patrons of the Arts. In: Knowledge@Wharton. The Wharton School of the University of Pennsylvania, 8. Dezember 2010, abgerufen am 13. August 2013 (englisch).
6. ↑  Scott Kirsner: Filmakers hope for online funds. Variety, 30. März 2007, abgerufen am 13. August 2013 (englisch).
7. ↑  Scott Kirsner: IndieGoGo: A Social Network for Filmmakers Raising Money (and Their Backers). CinemaTech, 14. Januar 2008, abgerufen am 13. August 2013 (englisch).
8. ↑  Danae Ringelmann: Calling All IndieGoGo Creators – MTV New Media Wants You! Indiegogo Blog, 7. Juni 2010, abgerufen am 13. August 2013 (englisch).
9. ↑  Wade Roush: Wednesday Deals Roundup: IndieGoGo, Project Frog, BlueArc. Xconomy, 7. September 2011, abgerufen am 13. August 2013 (englisch).
10. ↑  Angus Loten: ‘Startup America’ Embraces Crowd-funding. The Wall Street Journal, 22. April 2011, abgerufen am 13. August 2013 (englisch).
11. ↑  Colleen Taylor: Indiegogo Raises $15 Million Series A To Make Crowdfunding Go Mainstream. TechCrunch, 6. Juni 2012, abgerufen am 14. August 2013 (englisch).
12. ↑  Crowdfunding-Plattform Indiegogo kommt nach Deutschland. Heise Online, 28. März 2014, abgerufen am 5. April 2014.
13. ↑  Mark Bell: Wake Me Up Before You Indiegogo: Interview With Slava Rubin. Film Threat, 5. Oktober 2010, abgerufen am 14. August 2013 (englisch).
14. ↑  How Pricing Works. Indiegogo, abgerufen am 14. August 2013 (englisch).
15. 1 2  Sarah Needleman: When 'Friending' Becomes a Source of Start-Up Funds. Wall Street Journal, 1. November 2011, abgerufen am 14. August 2013 (englisch).
16. ↑  Todd Essig: Why Raising 2/3 of a Million Dollars For Bus Monitor Karen Klein Was So Easy. Forbes, 18. April 2012, abgerufen am 14. August 2013 (englisch).
17. ↑  StickNFind- Bluetooth Powered ultra small Location Stickers. Indiegogo, 27. November 2012, abgerufen am 14. August 2013 (englisch).
18. ↑  BugASalt- The Final Push. Indiegogo, 11. September 2012, abgerufen am 14. August 2013 (englisch).
19. ↑  Eric Johnson: Tesla Museum Supporters Raise $1.3 Million Over Indiegogo. AllThingsD, 29. September 2012, abgerufen am 14. August 2013 (englisch).
20. ↑  Charles Arthur: Go ahead and order an Ubuntu Edge – but you'll wish you'd bought a tablet. guardian.co.uk, 23. Juli 2013, abgerufen am 14. August 2013 (englisch).
21. ↑  Jeff Parsons: Ubuntu Edge smartphone breaks crowdfunding record. T3 News, 24. Juli 2013, abgerufen am 14. August 2013 (englisch).
22. ↑  Ubuntu Edge. indiegogo.com, abgerufen am 2. September 2013 (englisch).
23. ↑  Jack Smith IV: Indiegogo's 'Scampaign' Problem: Latest Crowdfunded Smartwatch Is Total Garbage. In: The New York Observer. 21. August 2014, abgerufen am 1. September 2015 (englisch).
24. ↑  Vorabprüfungen auf Indiegogo: Bekanntes Crowdfunding-Portal kündigt radikalen Kurswechsel an. In: Spiegel online. 4. November 2021, abgerufen am 4. November 2021.